# Тікай (фільм, 2020)
«Тіка́й» (англ. Run) — американський трилер 2020 року, знятий режисером Аніш Чаганті за сценарієм Сева Оганяна. У головних ролях — Сара Полсон і Кіра Аллен.
Світова прем'єра фільму відбулася на стримінговому сервісі Hulu 20 листопада 2020 року. Фільм отримав високі оцінки від світових кінокритиків, які похвалили акторські виступи Полсон і Аллен, а також напружену атмосферу оповіді та оригінальні сюжетні повороти.

## Сюжет
Гіпертурботлива мати-одиначка з Паско Діана Шерман ростить свою 17-річну доньку Хлою в повній ізоляції від зовнішнього світу, контролюючи кожен її крок. Дівчинка з народження прикута до інвалідного візка, хворіє на аритмію серця, гемохроматоз,  астму, цукровий діабет і параліч ніг, тому приймає безліч пігулок, навчається вдома і не спілкується з однолітками. 
Одного ранку, переглядаючи пакет з продуктами для шоколаду, Хлоя знаходить пляшечку зелених таблеток, що відпускаються за рецептом, на етикетці з іменем Діани. Однак, коли Хлоя пізніше оглядає пляшку, вона виявляє, що поверх оригіналу наклеєна етикетка з її ім’ям. Хлоя намагається знайти назву таблеток — тригоксин — але виявляє, що в будинку немає підключення до Інтернету; Діана сидить у темряві позаду неї біля відключеного маршрутизатора . Наступного дня Хлоя набирає випадковий номер із телефону в кімнаті своєї матері та просить незнайомця, який відповів, знайти препарат. Він каже їй, що це ліки для серця, і що на всіх зображеннях препарату зображена маленька червона таблетка.
Хлоя просить Діану взяти її в кіно. Під час фільму, вдаючи, що йде в туалет, вона кидається до аптеки через дорогу. Фармацевт показує, що зелені таблетки — це релаксант під назвою ридокаїн, який дозволений лише для собак. Коли Хлоя запитує, що станеться, якщо людина прийме ліки, фармацевт повідомляє їй, що це може паралізувати ноги. Діана вбігає і дає дочці заспокійливе, щоб відвезти її додому.
Хлоя прокидається в ліжку та виявляє, що двері її спальні зачинені ззовні. Вона намагається скористатися своїм автоматизованим пандусом для інвалідного візка, щоб спуститися вниз, але виявляє, що Діана перерізала шнур живлення. Хлоя змушена кинути свій інвалідний візок зі сходів і випадково падає, отримавши незначні травми, але також виявивши, що вона може рухати одним із пальців на нозі через те, що не приймала ридокаїн протягом кількох днів.
За межами дороги Хлоя бачить поштову вантажівку та кидається її зупинити; вона пояснює свою ситуацію Тому, поштовому службовцю, який погоджується допомогти. Діана під’їжджає, і Хлоя просить його звернутися до поліції. Том стикається з Діаною і каже їй, що вона не може забрати Хлою додому. Під час закриття фургона, щоб відвезти Хлою до поліцейської дільниці, з’являється Діана і вколоє тій заспокійливе. Хлоя втрачає свідомість, і коли вона прокидається, вона знаходиться в підвалі свого будинку, а її інвалідний візок прикутий до сталевого стовпа.
Перебуваючи в підвалі, Хлоя знаходить усі свої дитячі фотографії, на яких вона ходить, а також свідоцтво про смерть дівчини на ім’я Хлоя, яка померла через дві години після її народження, і статтю про пару, у якої викрали дитину. Коли Діана заходить, Хлоя вимагає правди. Діана, наповнюючи шприц розчинником фарби, кажучи, що це змусить її забути. Хлоя відповзає і замикається в шафі. Злякавшись, але розуміючи, що Діана хоче її вбити, Хлоя ковтає вміст пляшки фосфорорганічної кислоти , що змушує Діану терміново доставити її до лікарні.
Хлоя прокидається на лікарняному ліжку та ледве рухається. Діана наполягає на тому, щоб її дочку виписали, але лікарі відмовляються, доки Хлою не обстежить психіатр. Хлоя дає знак медсестрі, яка приносить їй олівець і папір. Поки Хлоя намагається написати на папері «МАМА», лунає синій код , і медсестра вибігає. Озброєна пістолетом, Діана пробирається та прив’язує Хлою до інвалідного візка, щоб втекти; медсестра знаходить ліжко порожнім і сповіщає охорону лікарні. Коли Діана у паніці намагається знайти вихід, Хлоя, яка може ворушити ногою, утримає стілець на місці. Загнана в кут, Діана цілиться з рушниці в охоронців, але отримує поранення в руку, в результаті чого вона впадає зі сходів.
Через сім років доросла Хлоя все ще покладається на свій інвалідний візок, хоча може ходити на короткі відстані за допомогою тростини. Вона відвідує Діану у виправній колонії, яка прикута до ліжка в лікарні, і починає обговорювати своє життя, включаючи чоловіка, дітей і кар’єру. Після цього дівчина виймає з рота собачі пігулки і хоче нагодувати ними матір.

## В ролях
- Сара Полсон — Діана Шерман
- Кіра Аллен — Хлоя Шерман

## Виробництво
У червні 2018 року було оголошено, що кінокомпанія Lionsgate буде продюсувати, поширювати та фінансувати фільм, а Аніш Чаганті буде режисером і напише сценарій разом з Севом Оганяном. Продюсери стрічки — Оганян та Наталі Касабіан. У жовтні 2018 року до акторського складу фільму приєдналася Сара Полсон, у грудні — Кіра Аллен.
Основні знімання почалися 31 жовтня 2018 р. і завершилися 18 грудня 2018 р.
Торін Борроудейл написав музику до фільму.

## Реліз
Реліз фільму мав відбутися 8 травня 2020 року, що збігається з вихідними напередодні Дня матері, однак через пандемію COVID-19 його зняли з графіка. Раніше його планували випустити 24 січня 2020 року. В серпні 2020 року Hulu придбав права на розповсюдження фільму і випустив його на своєму сервісі 20 листопада 2020 року.

## Критика
Фільм отримав схвальні відгуки кінокритиків. На сайті Rotten Tomatoes фільм має рейтинг 90 % на основі 115 рецензій з середнім балом 7,2 з 10. На сайті Metacritic фільм має оцінку 67 зі 100 на основі 20 рецензій критиків, що відповідає статусу «в цілому позитивні відгуки».